# Music Box Ukraine
Music Box Ukraine – jest wiodącym ukraińskim muzycznym kanałem telewizyjnym przeznaczonym dla młodych, aktywnych odbiorców. Jest częścią międzynarodowej sieci muzycznych kanałów telewizyjnych należących do Music Box Group. Kanał nadaje na Ukrainie od 2007 roku. Na kanale telewizyjnym emitowane są najlepsze teledyski artystów ukraińskich i zagranicznych, najnowsze wiadomości z show-biznesu, programy rozrywkowe i listy przebojów.

## Historia
28 listopada 2007 - kanał Music Box TV rozpoczął nadawanie na Ukrainie. 
W 2012 roku kanał telewizyjny otworzył własne studio i uruchomił szereg programów własnej produkcji - listy przebojów „Top 15” i „Top Dance Chart”, wiadomości muzyczne, „Music Box News”, program nowości muzycznych ” Fresh” i magazyn muzyczny „Muzprognoz”.
Od 14 września 2013 r. nadaje w rozdzielczości 16:9.
2014 – kanał Music Box TV świętował siódmą rocznicę istnienia na Ukrainie, organizując na dużą skalę tournée po miastach na zachodzie kraju z występami popularnych gwiazd:
- 8 listopada - Lwów (na scenie "Ławki" i Kishe);
- 13 listopada - Czerniowce (na scenie „MMDANCE” i Oleg Kenzov);
- 15 listopada - Równe (na scenie Maxa Barsky'ego i "Mirami");
- 22 listopada - Tarnopol (na scenie Tamerlan & Alena i "Delays");
- 28 listopada - Łuck (na scenie Dantes & Oleynik i Erika);
- 29 listopada - Wynohradiw (na scenie Renaty);
- 5 grudnia - Lwów (na scenie "ARMIA", "DZIDZIO", Anna Sedokova, DJ Sanya Dymov);
- 6 grudnia - Iwano-Frankowsk (na scenie „Gorąca czekolada” i Artem Mekh).

2015 - obchody 8-lecia kanału telewizyjnego wielkim koncertem z udziałem takich gwiazd jak: Egor Creed, Monatik, Kazaky, Anna Sedakova i wielu innych.
Od 01.09.2015 kanał telewizyjny rozpoczął nadawanie w formacie HDTV. 
2017 - kanał telewizyjny zmienił format nadawania i zawartość antenową. Porzucone czaty na antenie, zintensyfikowana promocja i komunikacja w sieciach społecznościowych.
marzec-kwiecień 2017 - kanał telewizyjny zorganizował i prowadził projekt wokalny „Młody głos pozytywki”. Cel projektu: poszukiwanie i pomoc w twórczej realizacji młodych ukraińskich wykonawców (10-18 lat). 
Od 2017 roku większa część sieci kablowych na Ukrainie zmienia parametry nadawania satelitarnego i transmituje sygnał za pośrednictwem satelity ASTRA 4A, dzięki czemu zasięg obejmuje niemal całą Europę i Bliski Wschód. 
Listopad 2018 – w ramach obchodów 11-lecia nadawania na Ukrainie kanał Music Box TV dokonał rebrandingu i po raz pierwszy radykalnie zaktualizował logo.
Maj 2022 – z powodu inwazji Rosji na Ukrainę, kanał Music Box Ukraine zawiesił nadawanie.
Listopad 2023 – kanał Music Box wrócił do nadawania w sieciach kablowych i IPTV

### Powiązania z Music Box Polska
Od 2014 roku kanał nadawany był w Polsce i był jedynym ukraińskim kanałem telewizyjnym emitowanym w tym kraju , ale od początku stycznia 2021 roku kanał zaczął robić specjalne bloki z polską muzyką po kilka godzin dziennie. Później Music Box Ukraine został przekształcony w polską wersję kanału telewizyjnego o nazwie Music Box Polska i ostatecznie zastąpił wersję ukraińską.

## Dostępność

### Parametry emisji satelitarnej
- Satelita - ASTRA 4A.
- Częstotliwość - 11766 MHz.
- Polaryzacja - pozioma (H).
- Typ sygnału - otwarty (wkrótce Verimatrix)
- Symboliczna prędkość to 27 500 kSymb / s
- FEC - ¾ Strumień Multicast UDP o łącznej przepływności 13 Mb/s.
- Opcje wideo: Kodek — H.264 / MPEG-4 AVC Rozdzielczość 1920x1080i.
- Szybkość klatek - 25.
- Ustawienia dźwięku: Kodek - MPEG-4 AAC LC

### Telewizja naziemna
Music Box Ukraine dostępne jest na czwartym multipleksie cyfrowej telewizji naziemnej na Ukrainie. 

## Właściciele
- Igor Shapiro - Dyrektor Generalny.
- Serhiy Kobel - Producent Generalny

## Programy
- The Official Ukrainian TOP 40
- What's Up?!!
- Music Box News
- Top Dance Chart
- Teen Parade
- HitTok
- СтарДрайв (StarDrive)
- End of the Year TOP 100
- Euro TOP 20
- USA TOP 20
- UK TOP 20
- Chartlist
- 15! Music Box Chart
- Yearchart
- 50 BEST
- #privetulica
- Backstage
- 70 sec.

## Prezenterzy
- Anton Poliszczuk
- Julia Kokhanova
- Nadiya Maisterenko
- .Dmitrij Andilachaj
- Dmitrij Romaszko
- Oleg Serafin

W różnych latach gospodarzami „Music Box” byli: Kadnay, Mamarika, Sanya Dimov, Natalia Gordienko, YarosLove, Diana Miro, Eva Subotina, Alexei Radchuk, Borisenko Brothers, Siergiej Sereda, zespół ARMY i inni.

## Grupa Music Box na Ukrainie
Music Box Ukraine LLC używa znaku towarowego „Music Box” na licencji   Music Box Interactive TV limited - międzynarodowej grupy telewizyjnej z siedzibą na Gibraltarze. Jednocześnie Music Box Ukraine jest całkowicie niezależną firmą ukraińską.
Według wyników z 2018 roku kanał Music Box TV zajął drugie miejsce w rankingu telewizyjnym kanałów muzycznych po M1. 